# Elk River (Idaho)
Elk River è una città degli Stati Uniti d'America, situata nello Stato dell'Idaho e in particolare nella Contea di Clearwater.